# Фильмография Тима Бёртона

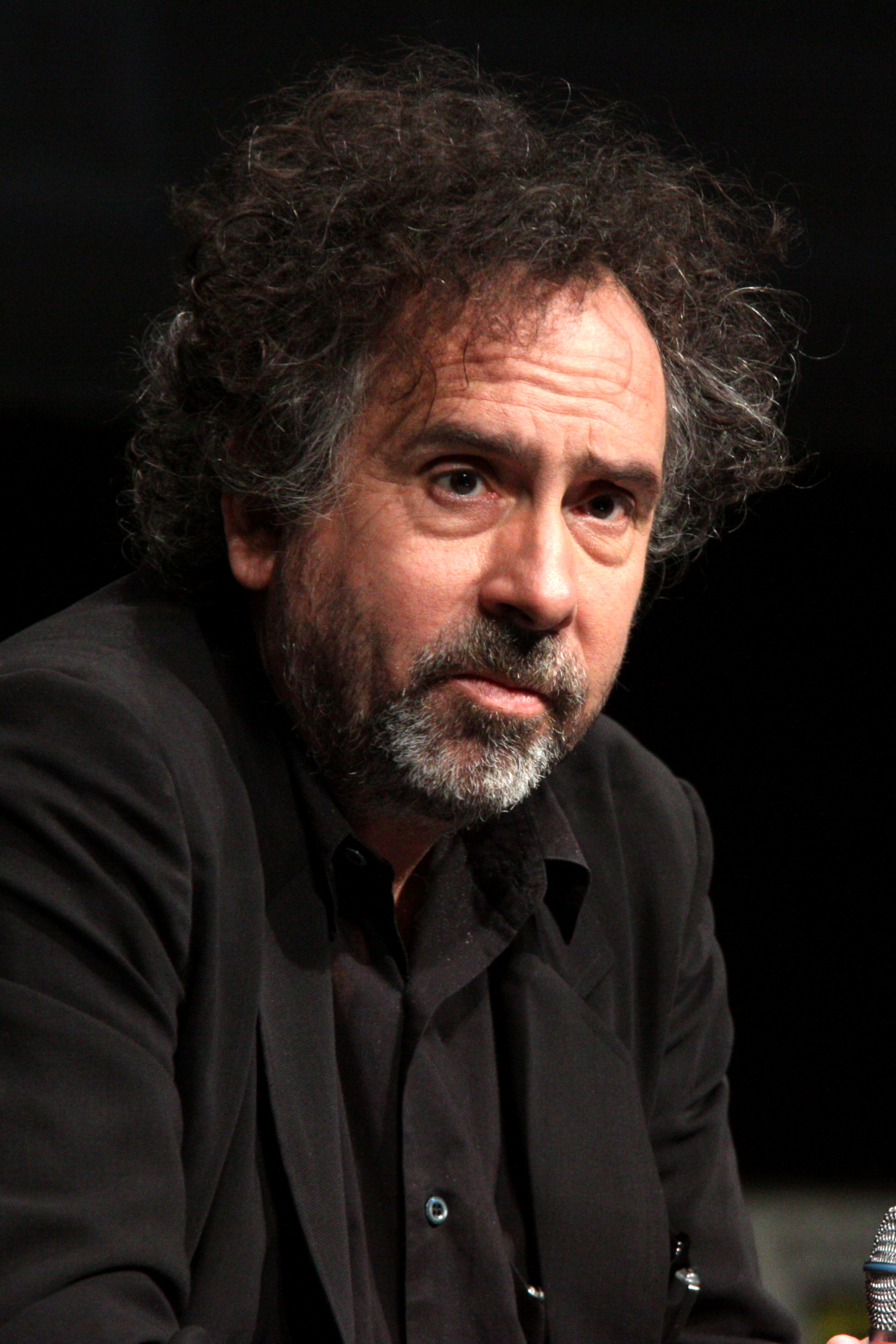
Бёртон на San Diego Comic-Con International в Сан-Диего, Калифорния, 12 июля 2012 года

Тим Бёртон (род. 25 августа 1958) — американский кинорежиссёр, продюсер, сценарист, художник, писатель, аниматор, кукольник и актёр. 
Бёртон известен своими готическими фильмами ужасов и фэнтези, такими как «Битлджус» (1988), «Эдвард Руки-ножницы» (1990), «Кошмар перед Рождеством» (1993), «Эд Вуд» (1994), «Сонная Лощина» (1999), «Труп невесты» (2005), «Суини Тодд, демон-парикмахер с Флит-стрит» (2007), «Мрачные тени» (2012), «Франкенвини» (2012), «Битлджус Битлджус» (2024).

## Как режиссёр и продюсер

### Полнометражные фильмы
| Год  | Фильм                                     | Режиссёр | Продюсер       | Сценарист |
| ---- | ----------------------------------------- | -------- | -------------- | --------- |
| 1985 | Большое приключение Пи-Ви                 | Да       | Нет            | Нет       |
| 1988 | Битлджус                                  | Да       | Нет            | Нет       |
| 1989 | Бэтмен                                    | Да       | Нет            | Нет       |
| 1990 | Эдвард Руки-ножницы                       | Да       | Да             | Сюжет     |
| 1992 | Бэтмен возвращается                       | Да       | Да             | Нет       |
| 1993 | Кошмар перед Рождеством                   | Нет      | Да             | Сюжет     |
| 1994 | Юнга                                      | Нет      | Да             | Нет       |
| 1994 | Эд Вуд                                    | Да       | Да             | Нет       |
| 1995 | Бэтмен навсегда                           | Нет      | Да             | Нет       |
| 1996 | Джеймс и гигантский персик                | Нет      | Да             | Нет       |
| 1996 | Марс атакует!                             | Да       | Да             | Нет       |
| 1999 | Сонная Лощина                             | Да       | Нет            | Нет       |
| 2001 | Планета обезьян                           | Да       | Нет            | Нет       |
| 2003 | Крупная рыба                              | Да       | Нет            | Нет       |
| 2005 | Чарли и шоколадная фабрика                | Да       | Нет            | Нет       |
| 2005 | Труп невесты                              | Да       | Да             | Персонажи |
| 2007 | Суини Тодд, демон-парикмахер с Флит-стрит | Да       | Нет            | Нет       |
| 2009 | 9                                         | Нет      | Да             | Нет       |
| 2010 | Алиса в Стране чудес                      | Да       | Нет            | Нет       |
| 2012 | Мрачные тени                              | Да       | Нет            | Нет       |
| 2012 | Президент Линкольн: Охотник на вампиров   | Нет      | Да             | Нет       |
| 2012 | Франкенвини                               | Да       | Да             | Идея      |
| 2014 | Большие глаза                             | Да       | Да             | Нет       |
| 2016 | Алиса в Зазеркалье                        | Нет      | Да             | Нет       |
| 2016 | Дом странных детей мисс Перегрин          | Да       | Нет            | Нет       |
| 2019 | Дамбо                                     | Да       | Исполнительный | Нет       |
| 2024 | Битлджус Битлджус                         | Да       | Да             | Нет       |

### Короткометражные фильмы
| Год  | Фильм                                  | Режиссёр | Сценарист | Продюсер | Примечания                   |
| ---- | -------------------------------------- | -------- | --------- | -------- | ---------------------------- |
| 1971 | Остров доктора Агора                   | Да       | Да        | Нет      | Утрачен                      |
| 1971 | Доисторический пещерный человек        | Да       | Нет       | Нет      |                              |
| 1971 | Гудини: Нерасказанная история          | Да       | Нет       | Нет      | Утрачен, сохранились отрывки |
| 1972 | Сны Тима                               | Да       | Нет       | Нет      | Утрачен, сохранился отрывок  |
| 1974 | 1997                                   | Да       | Нет       | Нет      | Утрачены                     |
| 1978 | Добро пожаловать в мои кошмары         | Да       | Нет       | Нет      | Утрачены                     |
| 1979 | Гибельный доктор                       | Да       | Да        | Нет      |                              |
| 1979 | Король и осьминог                      | Да       | Нет       | Нет      | Утрачен, сохранился отрывок  |
| 1979 | По следам монстра-сельдерея            | Да       | Да        | Да       |                              |
| 1982 | Луау — вечеринка по-гавайски           | Да       | Да        | Да       |                              |
| 1982 | Винсент                                | Да       | Да        | Нет      |                              |
| 1984 | Франкенвини                            | Да       | Идея      | Нет      |                              |
| 2013 | Капитан Спарки против летающих тарелок | Нет      | Нет       | Да       |                              |

### Телевидение и интернет
| Год(ы)     | Проект                      | Режиссёр | Продюсер       | Сценарист   | Примечания                                                      |
| ---------- | --------------------------- | -------- | -------------- | ----------- | --------------------------------------------------------------- |
| 1983       | Гензель и Гретель           | Да       | Нет            | Нет         | Телефильм                                                       |
| 1986       | Альфред Хичкок представляет | Да       | Нет            | Нет         | Эпизод: «Горшок»                                                |
| 1986       | Театр волшебных историй     | Да       | Нет            | Нет         | Эпизод: «Аладдин и его волшебная лампа»                         |
| 1989-91    | Битлджус                    | Нет      | Исполнительный | Разработчик | 94 эпизода                                                      |
| 1993       | Семейный пёс                | Нет      | Исполнительный | Нет         | 10 эпизодов                                                     |
| 2000       | Затерянные в стране Оз      | Нет      | Исполнительный | Сюжет       | Непроданный пилотный эпизод                                     |
| 2000-01    | Стейнбой                    | Да       | Да             | Да          | Мини-сериал, 6 эпизодов                                         |
| 2022-н. в. | Уэнздей                     | Да       | Исполнительный | Нет         | Режиссёр 8-ми эпизодов / Исполнительный продюсер 16-ти эпизодов |

### Музыкальные клипы
| Год  | Исполнитель | Песня        | Режиссёр | Продюсер | Сценарист |
| ---- | ----------- | ------------ | -------- | -------- | --------- |
| 2006 | The Killers | Bones        | Да       | Нет      | Да        |
| 2012 | Linkin Park | Powerless    | Нет      | Да       | Нет       |
| 2012 | The Killers | Here with Me | Да       | Нет      | Нет       |
| 2025 | Леди Гага   | Death Dance  | Да       | TBA      | TBA       |

### Рекламные ролики
Более подробно см. статью: Рекламные ролики Тима Бёртона
| Год  | Название     | Субъект рекламы                           |
| ---- | ------------ | ----------------------------------------- |
| 1998 | Garden Gnome | Жевательная резинка Hollywood Chewing Gum |
| 1999 | Kung-fu      | Наручные часы Timex                       |
| 2000 | Mannequin    | Наручные часы Timex                       |

### Незаконченный документальный фильм
| Год  | Фильм                 | Режиссёр | Исполнительный продюсер | Примечание            |
| ---- | --------------------- | -------- | ----------------------- | --------------------- |
| 1990 | Разговоры с Винсентом | Да       | Да                      | Также снялся в фильме |

## Как актёр

### Полнометражные фильмы
| Год  | Фильм                            | Роль                    |
| ---- | -------------------------------- | ----------------------- |
| 1979 | Маппеты                          | Кукловод                |
| 1985 | Большое приключение Пи-Ви        | Бандит в переулке       |
| 1992 | Одиночки                         | Брайан                  |
| 1992 | Хоффа                            | Труп                    |
| 2012 | Люди в чёрном 3                  | Пришелец с телемонитора |
| 2016 | Дом странных детей мисс Перегрин | Посетитель аттракциона  |
| 2024 | Битлджус Битлджус                | Маленький Битлджус      |

### Короткометражные фильмы
| Год  | Фильм                          | Роль                         |
| ---- | ------------------------------ | ---------------------------- |
| 1971 | Остров доктора Агора           | Доктор Агор                  |
| 1971 | Гудини: Нерасказанная история  | Гудини                       |
| 1972 | Сны Тима                       | Тим                          |
| 1979 | Гибельный доктор               | Дон Карло                    |
| 1979 | По следам монстра-сельдерея    | Доктор Максвелл Пейн (голос) |
| 1982 | Луау — вечеринка по-гавайски   | Высшее Существо / Морти      |
| 2012 | Поцелуй вампира / Кровь внутри | Ван Хельсинг                 |

### Телевидение
| Год  | Название                                                           | Роль       | Примечания                                      |
| ---- | ------------------------------------------------------------------ | ---------- | ----------------------------------------------- |
| 1990 | В кресле режиссера: человек, который придумал Эдварда Руки-ножницы | Тим Бёртон | Псевдодокументальный короткометражный телефильм |

### Рекламный ролик
| Год  | Название           | Роль  | Субъект рекламы                       |
| ---- | ------------------ | ----- | ------------------------------------- |
| 2013 | Unicorn Apocalypse | Камео | Одноимённая мобильная игра от Samsung |

## Как художник и консультант

### Полнометражные фильмы
| Год  | Фильм              | Работа                 |
| ---- | ------------------ | ---------------------- |
| 1978 | Властелин колец    | Художник               |
| 1981 | Лис и пёс          | Аниматор               |
| 1982 | Трон               | Аниматор               |
| 1985 | Чёрный котёл       | Художник-концептуалист |
| 1992 | Оставайтесь с нами | Консультант по дизайну |

### Короткометражные фильмы
| Год  | Фильм                           | Работа                |
| ---- | ------------------------------- | --------------------- |
| 1971 | Остров доктора Агора            | Аниматор              |
| 1971 | Доисторический пещерный человек | Аниматор              |
| 1978 | Добро пожаловать в мои кошмары  | Аниматор              |
| 1979 | По следам монстра-сельдерея     | Аниматор              |
| 1982 | Луау — вечеринка по-гавайски    | Аниматор              |
| 1982 | Винсент                         | Художник-постановщик  |
| 1984 | Франкевини                      | Художник-раскадровщик |

### Телевидение и интернет
| Год(ы)  | Проект               | Работа                 | Примечания              |
| ------- | -------------------- | ---------------------- | ----------------------- |
| 1983    | Гензель и Гретель    | Художник-постановщик   | Телефильм               |
| 1987    | Удивительные истории | Дизайнер анимации      | Эпизод: «Семейный пёс»  |
| 1993    | Семейный пёс         | Консультант по дизайну | 10 эпизодов             |
| 1997    | Зорро                | Креативный консультант | 3 эпизода               |
| 2000-01 | Стейнбой             | Дизайнер анимации      | Мини-сериал, 6 эпизодов |

### Видеоигра
| Год  | Проект                                          | Работа                 |
| ---- | ----------------------------------------------- | ---------------------- |
| 2004 | The Nightmare Before Christmas: Oogie's Revenge | Креативный консультант |